# UK Open 2013
Die Speedy Services UK Open 2013 waren ein Ranglistenturnier im Dartsport und wurden vom 6. bis zum 9. Juni 2013 zum 11. Mal von der Professional Darts Corporation (PDC) veranstaltet. Austragungsort war zum letzten Mal das Reebok Stadium in Bolton.
Phil Taylor konnte durch einen 11:4-Sieg gegen Andy Hamilton seinen fünften UK-Open Titel einfahren.

## Format
An dem Turnier nahmen insgesamt 146 Spieler teil. Das Teilnehmerfeld setzte sich aus den 114 bestplatzierten Spieler der UK Open Order of Merit und den 32 Gewinnern von 4 regionalen Speedy Qualifikationsturnieren zusammen. Das Turnier wurde ohne Setzliste gespielt.
Die Vorrunde trugen 36 Spieler, die sich über die Speedy qualifiziert hatten oder unter den letzten 50 Plätzen der UK Open Order of Merit waren, aus. Die restlichen Spieler beider Blöcke starteten in der ersten Runde. In der zweiten Runde kamen neben den 32 Siegern der ersten Runde die Plätze 33 bis 64 des UK Open Order of Merit hinzu. Die 32 bestplatzierten Spieler stiegen in der dritten Runde ein.
Das Turnier wurde im K.-o.-System gespielt. Die Vorrunde sowie die ersten beiden Runden fanden am 6. Juni statt. Spielmodus in der Vorrunde, 1. Runde und 2. Runde war ein best of 9 legs. In der 3. und 4. Runde sowie im Achtelfinale wurde ein best of 17 legs-Modus gespielt. Die Viertel- und Halbfinalbegegnungen wurden in best of 19 legs ausgetragen. Das Finale der UK Open 2013 wurde in best of 21 legs gespielt.

## Preisgeld
Bei dem Turnier wurden insgesamt £ 200.000 an Preisgeldern ausgeschüttet. Das Preisgeld verteilte sich unter den Teilnehmern wie folgt:
| Position (Anzahl der Spieler) | Position (Anzahl der Spieler) | Preisgeld |
| ----------------------------- | ----------------------------- | --------- |
| Gewinner                      | (1)                           | £ 40.000  |
| Finalist                      | (1)                           | £ 20.000  |
| Halbfinalisten                | (2)                           | £ 10.000  |
| Viertelfinalisten             | (4)                           | 0£ 6.000  |
| Achtelfinalisten              | (8)                           | 0£ 4.000  |
| Verlierer der 4. Runde        | (16)                          | 0£ 2.000  |
| Verlierer der 3. Runde        | (32)                          | 0£ 1.000  |
| Verlierer der 2. Runde        | (32)                          | 0000£ 0   |
| Verlierer der 1. Runde        | (32)                          | 0000£ 0   |
| Verlierer der Vorrunde        | (10)                          | 0000£ 0   |

## Teilnehmer
Für die UK Open 2013 waren folgende 146 Spieler qualifiziert:
- Die 114 erstplatzierten Spieler der UK Open Order of Merit, die aus den acht Qualifikationsturnieren, den UK Open Qualifiers 2013, erstellt wurde.
- Die 32 Gewinner der Speedy Qualifiers – 4 regionale Turniere

PDC UK Open Order of Merit
Plätze 1–32
- 1.  Michael van Gerwen
- 2.  Robert Thornton
- 3.  Kim Huybrechts
- 4.  Peter Wright
- 5.  Simon Whitlock
- 6.  Gary Anderson
- 7.  Mervyn King
- 8.  Ronnie Baxter
- 9.  John Part
- 10.  Brendan Dolan
- 11.  Michael Smith
- 12.  Dave Chisnall
- 13.  Jamie Caven
- 14.  Jason Hogg
- 15.  Adrian Lewis
- 16.  Ian White
- 17.  Wes Newton
- 18.  Terry Jenkins
- 19.  Stuart Kellett
- 20.  Kevin Painter
- 21.  Andy Hamilton
- 22.  John Bowles
- 23.  Paul Nicholson
- 24.  Steve Beaton
- 25.  Raymond van Barneveld
- 26.  Ross Smith
- 27.  Ronny Huybrechts
- 28.  Ken MacNeil
- 29.  Colin Lloyd
- 30.  Kevin McDine
- 31.  Scott Rand
- 32.  Mark Webster

Die Top 32 stiegen in der 3. Runde ein.
PDC UK Open Order of Merit
Plätze 33–64
- 33.  Mark Cox
- 34.  Michael Mansell
- 35.  Alex Roy
- 36.  Kevin Thomas
- 37.  Andy Jenkins
- 38.  Co Stompé
- 39.  Mark Walsh
- 40.  Paul Amos
- 41.  Colin Fowler
- 42.  Ricky Evans
- 43.  Joe Cullen
- 44.  Phil Taylor
- 45.  Jyhan Artut
- 46.  Steve West
- 47.  Nigel Heydon
- 48.  Magnus Caris
- 49.  Andy Smith
- 50.  John Henderson
- 51.  Matthew Edgar
- 52.  Arron Monk
- 53.  Terry Temple
- 54.  Joey Palfreyman
- 55.  Lee Palfreyman
- 56.  Kevin Dowling
- 57.  Ricky Sudale
- 58.  Peter Hudson
- 59.  Adam Hunt
- 60.  Richie Burnett
- 61.  Jelle Klaasen
- 62.  Dennis Smith
- 63.  Richie Howson
- 64.  Jim Walker

Die Spieler der Plätze 33–64 stiegen in der 2. Runde ein.
PDC UK Open Order of Merit
Plätze 65–114
- 65.  Adrian Gray
- 66.  James Wade
- 67.  Leon de Geus
- 68.  Matt Padgett
- 69.  Connie Finnan
- 70.  Dave Weston
- 71.  Justin Pipe
- 72.  Nick Fullwell
- 73.  Tony West
- 74.  Chris Aubrey
- 75.  Tomas Seyler
- 76.  Gino Vos
- 77.  Paddy Meaney
- 78.  Steve Brown
- 79.  Scott Coleman
- 80.  Darren Johnson
- 81.  Mark Dudbridge
- 82.  Steve Farmer
- 83.  Dean Winstanley
- 84.  Vincent van der Voort
- 85.  William O’Connor
- 86.  Dave Place
- 87.  Jason Wilson
- 88.  Ted Hankey
- 89.  Campbell Jackson
- 90.  John Scott
- 91.  Steve Hine
- 92.  Alan Derrett
- 93.  Andy Parsons
- 94.  Roland Scholten
- 95.  James Hubbard
- 96.  Bernd Roith
- 97.  Antonio Alcinas
- 98.  Shaun Griffiths
- 99.  Keegan Brown
- 100.  Mensur Suljović
- 101.  Royden Lam
- 102.  Wayne Jones
- 103.  Colin Osborne
- 104.  David Copley
- 105.  Gaz Cousins
- 106.  Keith Rooney
- 107.  Mark Lawrence
- 108.  Kirk Shepherd
- 109.  Gareth Pass
- 110.  Prakash Jiwa
- 111.  Jamie Lewis
- 112.  Matthew Dennant
- 113.  Vernon Sheppard
- 114.  Johnny Haines

Die Spieler starteten in der Vorrunde oder in der 1. Runde.
Speedy Qualifiers
- Gus Santana
- Andy Murray
- Gary Stone
- Jamie Hagen
- Tam Dymond
- Scott Robertson
- Andrew McNicol
- Andy Boulton
- Stephen Bunting
- Michael Bushby
- Mark McGeeney
- Darren Twist
- Stuart Lowe
- Nigel Daniels
- Tony Martin
- Paul Whitworth
- Darrell Thorpe
- Matt Gallett
- Gavin Baker
- Michael Musto
- Robbie Singleton
- Robbie Green
- Jake Pennington
- Dean Stewart
- Conan Whitehead
- John Mortimer
- Darrell Townsend
- Terry Dunford
- Maik Langendorf
- Scott Marsh
- Steven Mead
- Michael Burgoine

Die Spieler starteten in der Vorrunde oder in der 1. Runde.

## Ergebnisse

### Vorrunde
| Spieler 1       | Erg. | Spieler 2       |  | Spieler 1             | Erg. | Spieler 2        |
| --------------- | ---- | --------------- |  | --------------------- | ---- | ---------------- |
| Robbie Green    | 2–5  | James Wade      |  | Vincent van der Voort | 5–4  | Andy Murray      |
| Nick Fullwell   | 1–5  | Wayne Jones     |  | Colin Osborne         | 5–3  | Steve Hine       |
| Steve Farmer    | 5–3  | Chris Aubrey    |  | Stuart Lowe           | 1–5  | Jake Pennington  |
| Gino Vos        | 5–3  | Alan Derrett    |  | Keegan Brown          | 5–3  | Keith Rooney     |
| Stephen Bunting | 5–0  | Vernon Sheppard |  | Connie Finnan         | 5–2  | Campbell Jackson |
| Scott Coleman   | 5–0  | Mark McGeeney   |  | Mickey Musto          | 1–5  | Bernd Roith      |
| Maik Langendorf | 5–2  | Tony Martin     |  | Darren Johnson        | 5–3  | Antonio Alcinas  |
| Royden Lam      | 5–2  | Paddy Meaney    |  | Tony West             | 5–3  | Jamie Lewis      |
| Tam Dymond      | 1–5  | Gavin Baker     |  | Terry Dunford         | 1–5  | Dean Stewart     |

### 1. Runde
| Spieler 1        | Erg. | Spieler 2        |  | Spieler 1             | Erg. | Spieler 2       |
| ---------------- | ---- | ---------------- |  | --------------------- | ---- | --------------- |
| Conan Whitehead  | 5–4  | Roland Scholten  |  | James Hubbard         | 5–2  | John Scott      |
| Mark Lawrence    | 5–4  | Mensur Suljović  |  | Darrell Thorpe        | 0–5  | Stephen Bunting |
| Dave Weston      | 5–4  | Dean Winstanley  |  | Paul Whitworth        | 2–5  | Andy Boulton    |
| Justin Pipe      | 2–5  | Gareth Pass      |  | Steve Farmer          | 2–5  | Gaz Cousins     |
| Michael Burgoine | 5–0  | Darren Twist     |  | James Wade            | 5–0  | Matt Gallett    |
| Prakash Jiwa     | 5–2  | Darren Johnson   |  | Gary Stone            | 5–4  | Maik Langendorf |
| Jason Wilson     | 5–2  | Tomas Seyler     |  | Steve Brown           | 4–5  | Adrian Gray     |
| Gavin Baker      | 4–5  | Dave Place       |  | Tony West             | 3–5  | Jake Pennington |
| Andy Parsons     | 5–3  | Jamie Hagen      |  | Andrew McNicol        | 2–5  | Steven Mead     |
| Bernd Roith      | 3–5  | Ted Hankey       |  | Shaun Griffiths       | 2–5  | Keegan Brown    |
| Michael Bushby   | 5–4  | John Mortimer    |  | Nigel Daniels         | 1–5  | Johnny Haines   |
| Scott Coleman    | 3–5  | Scott Marsh      |  | Connie Finnan         | 5–1  | Gino Vos        |
| Matthew Dennant  | 5–3  | Darrell Townsend |  | Matt Padgett          | 5–0  | David Copley    |
| Dean Stewart     | 5–3  | Gus Santana      |  | Vincent van der Voort | 3–5  | Kirk Shepherd   |
| Robbie Singleton | 1–5  | William O’Connor |  | Leon de Geus          | 3–5  | Scott Robertson |
| Colin Osborne    | 5–4  | Mark Dudbridge   |  | Wayne Jones           | 5–3  | Royden Lam      |

### 2. Runde
| Spieler 1       | Erg. | Spieler 2       |  | Spieler 1        | Erg. | Spieler 2     |
| --------------- | ---- | --------------- |  | ---------------- | ---- | ------------- |
| Ricky Sudale    | 4–5  | Richie Burnett  |  | Kevin Dowling    | 1–5  | Phil Taylor   |
| Matthew Edgar   | 5–4  | Colin Osborne   |  | Ted Hankey       | 5–1  | Dave Weston   |
| Alex Roy        | 4–5  | Mark Cox        |  | Jake Pennington  | 3–5  | Steve West    |
| Magnus Caris    | 1–5  | Kirk Shepherd   |  | Joey Palfreyman  | 5–3  | Keegan Brown  |
| Adam Hunt       | 5–1  | Paul Amos       |  | Scott Marsh      | 0–5  | Jyhan Artut   |
| Connie Finnan   | 4–5  | Adrian Gray     |  | Stephen Bunting  | 5–2  | Jason Wilson  |
| Colin Fowler    | 4–5  | Matt Padgett    |  | Gary Stone       | 1–5  | Dennis Smith  |
| James Wade      | 5–0  | Wayne Jones     |  | Steven Mead      | 3–5  | Dean Stewart  |
| Co Stompé       | 4–5  | Michael Mansell |  | Peter Hudson     | 4–5  | Mark Lawrence |
| James Hubbard   | 3–5  | Andy Smith      |  | Michael Bushby   | 1–5  | Jim Walker    |
| Mark Walsh      | 4–5  | Lee Palfreyman  |  | Arron Monk       | 2–5  | Gaz Cousins   |
| Scott Robertson | 4–5  | Andy Boulton    |  | Gareth Pass      | 4–5  | Jelle Klaasen |
| Ricky Evans     | 2–5  | Joe Cullen      |  | Terry Temple     | 5–1  | Prakash Jiwa  |
| Dave Place      | 2–5  | John Henderson  |  | William O’Connor | 5–2  | Johnny Haines |
| Andy Jenkins    | 5–4  | Nigel Heydon    |  | Michael Burgoine | 4–5  | Richie Howson |
| Kevin Thomas    | 1–5  | Conan Whitehead |  | Matthew Dennant  | 5–2  | Andy Parsons  |

### 3. Runde
| Spieler 1             | Erg. | Spieler 2        |  | Spieler 1          | Erg. | Spieler 2        |
| --------------------- | ---- | ---------------- |  | ------------------ | ---- | ---------------- |
| Mark Webster          | 2–9  | Richie Burnett   |  | John Part          | 9–4  | Ted Hankey       |
| Phil Taylor           | 9–0  | Ronny Huybrechts |  | Michael van Gerwen | 9–5  | Mervyn King      |
| Kim Huybrechts        | 9–5  | Jyhan Artut      |  | Simon Whitlock     | 4–9  | Wes Newton       |
| Raymond van Barneveld | 9–8  | Michael Smith    |  | Adrian Lewis       | 9–1  | Matthew Dennant  |
| Steve West            | 9–3  | Ian White        |  | Matt Padgett       | 9–2  | Richie Howson    |
| Mark Lawrence         | 4–9  | Terry Temple     |  | Conan Whitehead    | 8–9  | Michael Mansell  |
| Kevin McDine          | 9–8  | Adam Hunt        |  | Peter Wright       | 9–4  | Gaz Cousins      |
| Steve Beaton          | 5–9  | Joey Palfreyman  |  | Adrian Gray        | 9–5  | Dean Stewart     |
| John Henderson        | 9–7  | Scott Rand       |  | Dave Chisnall      | 9–4  | William O’Connor |
| James Wade            | 9–7  | Jamie Caven      |  | Robert Thornton    | 9–7  | Matthew Edgar    |
| John Bowles           | 9–5  | Paul Nicholson   |  | Terry Jenkins      | 9–7  | Jim Walker       |
| Ken MacNeil           | 8-9  | Ronnie Baxter    |  | Andy Hamilton      | 9–6  | Andy Boulton     |
| Stephen Bunting       | 9–3  | Andy Jenkins     |  | Kirk Shepherd      | 9–7  | Mark Cox         |
| Stuart Kellett        | 9–3  | Dennis Smith     |  | Kevin Painter      | 9–1  | Jason Hogg       |
| Lee Palfreyman        | 9–5  | Joe Cullen       |  | Ross Smith         | 7–9  | Jelle Klaasen    |
| Brendan Dolan         | 9–8  | Colin Lloyd      |  | Gary Anderson      | 9–7  | Andy Smith       |

### 4. Runde
| Spieler 1       | Erg. | Spieler 2             |  | Spieler 1          | Erg. | Spieler 2       |
| --------------- | ---- | --------------------- |  | ------------------ | ---- | --------------- |
| Ronnie Baxter   | 9–6  | Lee Palfreyman        |  | John Part          | 4–9  | Andy Hamilton   |
| Terry Jenkins   | 9–6  | Kim Huybrechts        |  | Terry Temple       | 9–7  | John Bowles     |
| Wes Newton      | 8–9  | Adrian Lewis          |  | Gary Anderson      | 7–9  | Kevin Painter   |
| Brendan Dolan   | 9–6  | Matt Padgett          |  | Michael van Gerwen | 9–3  | Michael Mansell |
| Robert Thornton | 9–5  | Kirk Shepherd         |  | Kevin McDine       | 8–9  | John Henderson  |
| Stephen Bunting | 2–9  | Peter Wright          |  | Dave Chisnall      | 2–9  | James Wade      |
| Joey Palfreyman | 3–9  | Raymond van Barneveld |  | Steve West         | 9–6  | Richie Burnett  |
| Phil Taylor     | 9–2  | Adrian Gray           |  | Jelle Klaasen      | 9–3  | Stuart Kellett  |

### Achtelfinale
| Spieler 1             | Erg. | Spieler 2       |
| --------------------- | ---- | --------------- |
| Steve West            | 4–9  | Peter Wright    |
| Andy Hamilton         | 9–1  | Terry Temple    |
| Ronnie Baxter         | 9–7  | Jelle Klaasen   |
| John Henderson        | 4–9  | James Wade      |
| Raymond van Barneveld | 9–7  | Robert Thornton |
| Phil Taylor           | 9–8  | Brendan Dolan   |
| Michael van Gerwen    | 9–3  | Terry Jenkins   |
| Adrian Lewis          | 9–4  | Kevin Painter   |

### Viertelfinale
| Spieler 1                   | Erg. | Spieler 2                 |
| --------------------------- | ---- | ------------------------- |
| Raymond van Barneveld 95.32 | 10–9 | Ronnie Baxter 97.13       |
| Andy Hamilton 98.25         | 10–8 | James Wade 97.33          |
| Phil Taylor 106.56          | 10–7 | Michael van Gerwen 101.67 |
| Peter Wright 98.82          | 10–6 | Adrian Lewis 93.57        |

### Halbfinale und Finale
|  | Halbfinale  | Halbfinale                  | Halbfinale |  |  | Finale  | Finale              | Finale |
|  |             |                             |            |  |  |         |                     |        |
|  |             |                             |            |  |  |         |                     |        |
|  | Niederlande | Raymond van Barneveld 92.93 | 9          |  |  |         |                     |        |
|  | England     | Andy Hamilton 90.20         | 10         |  |  |         |                     |        |
|  |             |                             |            |  |  | England | Andy Hamilton 97.95 | 4      |
|  |             |                             |            |  |  | England | Phil Taylor 107.04  | 11     |
|  | England     | Phil Taylor 106.84          | 10         |  |  |         |                     |        |
|  | Schottland  | Peter Wright 97.05          | 5          |  |  |         |                     |        |
|  |             |                             |            |  |  |         |                     |        |